# 旧道

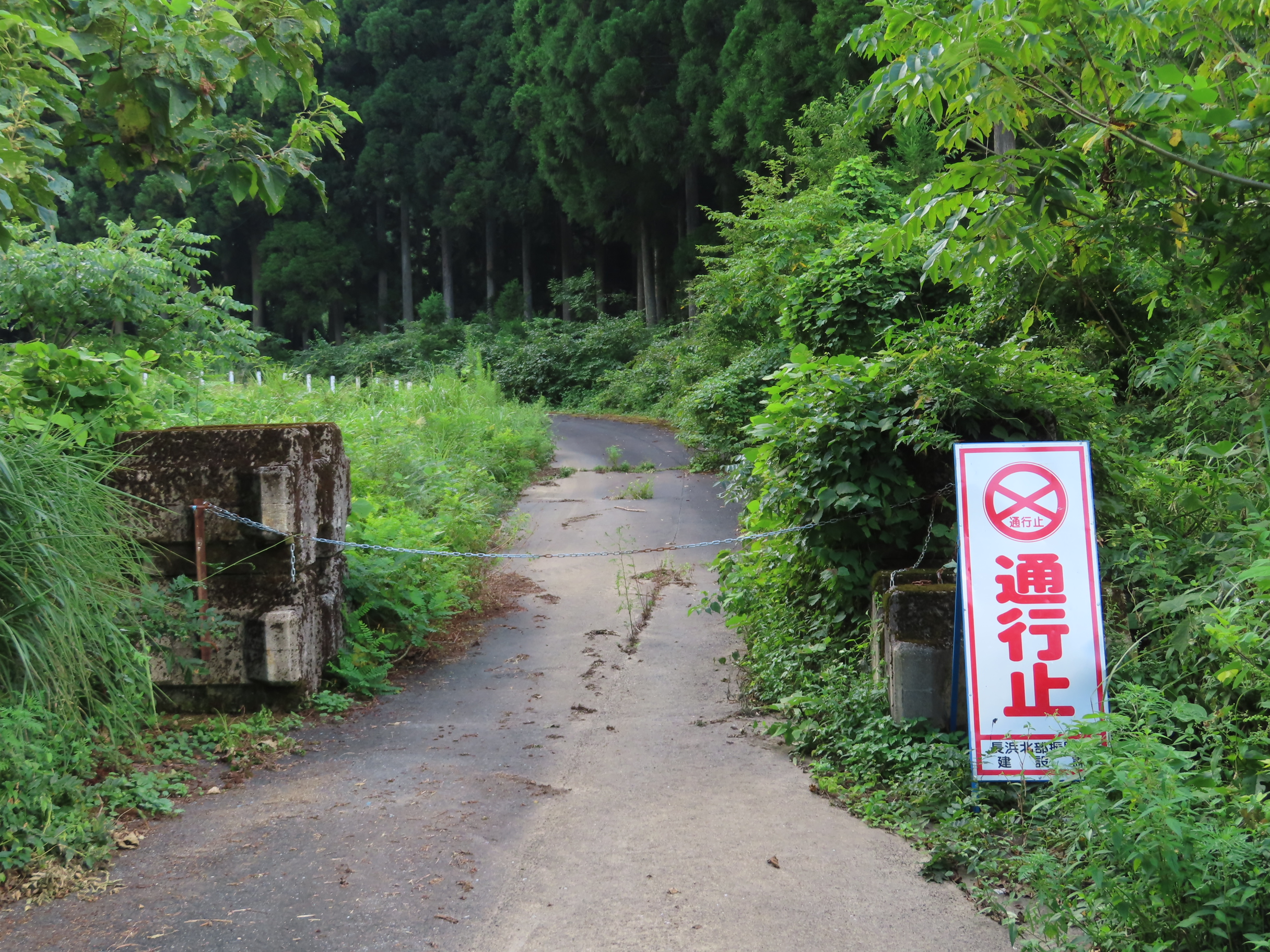
閉鎖された旧道の一例（滋賀県長浜市木之本町金居原の八草峠に至る国道303号旧道）

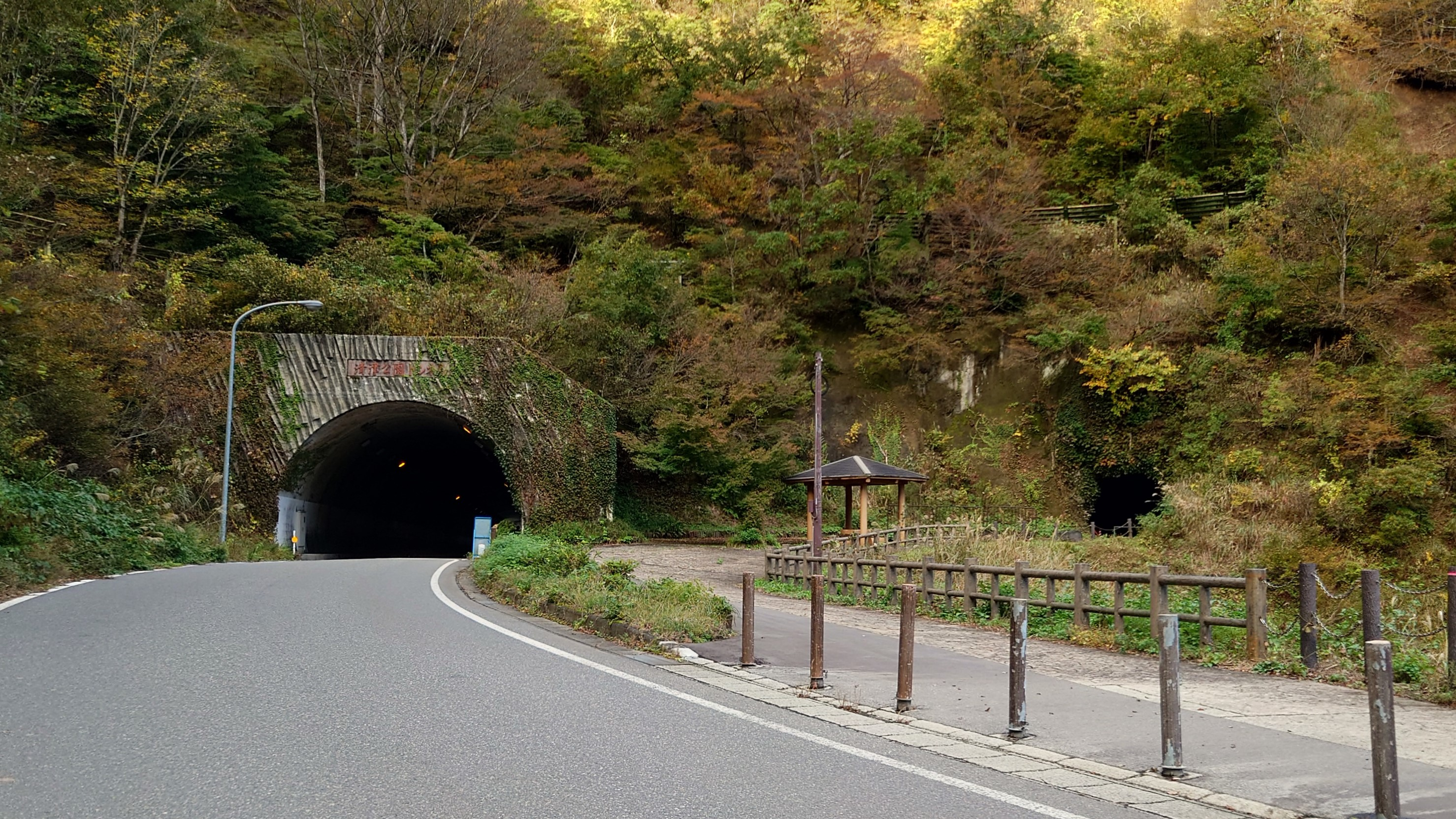
新道（左）と旧道（右）のトンネルが並んでいる（新潟県十日町市）

旧道（きゅうどう）とは、古くからの幹線道路が都市発達と共に交通のボトルネックとして問題視され、バイパス道路など他に新規開発されたものに置き換えられて主要道から外れた道路の総称・俗称。

## 概要
道の発達は古く人や馬・馬車などが行き交うことで自然発生した街道などが、相互連結することで今日の道路網へと変化していったが、その過程で道の両脇には各種施設や民家などが集中、さらにスプロール現象で郊外に都市圏が成長すると、逆に道路としての拡張性が損なわれ、また他の生活道と連結されることで交通は煩雑化、渋滞が常態化するなど甚だ利便性が損なわれる。ことモータリゼーションの進行で自動車が普及（→大衆車）するとこういった渋滞は都市機能の麻痺にまで悪化することも珍しいことではない。
こういった事情により、機能性が著しく低下した道から自動車交通の機能だけを分離させたバイパス道や新道が設置され、都市を迂回したり郊外から整備された幅の広い道を使って一気に都市中心部に乗り入れられるようになった結果として、従来よりあった道が旧道になる。
その一方、野山を走る道路も例外ではなく、トンネルや橋梁の工法など建設・土木技術の発達に伴い、従来建設が不可能であった「より安全で快適に通行できる道」が建設された結果として、旧来の道が旧道となる場合もある。その一方で、旧道を利用する利便性が余りに乏しい場合は完全に利用されなくなって放棄されることもあり、これらは廃道と呼ばれ、「道」という形態の廃墟になる。
この旧道に共通する問題としては「狭くて歩道などを設置する余裕がない」や「民家や各種施設と隣接しており拡張工事ができない」や「曲がりくねっていたり、道の幅も一定でなく見通しが悪い」など自動車交通に向かない要素が見出せる。特に古くからの住宅街では住民の利害関係が複雑に絡み合い、道路の拡張工事も限界に達している場合もまま見られ、また山野では旧来の建設技術の限界から小半径のカーブが多く対面一車線で橋やトンネルも狭い傾向が見られる。
これら旧道は、新道やバイパス道に交通を振り分けることで交通量が低下する訳だが、これも一過性である場合も多く、例えば新道やバイパス道がさらに逼迫し、事故や渋滞が増えるようになると、抜け道として再び旧道の存在が注目を集めてしまい、交通量が飽和状態に陥ることもある。

## そのほかの側面
こういった旧道だが、中には近代以前から存在していた道が存続していることもあり、石畳であったり、周囲に古い家屋が軒を連ねていたりと、風情ある時代の面影を残している場合もある。またかつての主要道として、その道すがらには地域の文化財・文化遺産などが軒を連ねていることも珍しいことではない。
こういった地域を文化財や観光資源にするべく歴史保存地区にしようという取り組みも見られ、旧道を完全な歩道として車両の乗り入れを禁止にして観光開発するところもある。遊歩百選に選ばれた地域の中にも、こういった歩道として再開発された道が見られる。
また完全に歩道にしてしまうのではなく、祭などの近隣施設の行事に併せ一時的に旧道を封鎖して歩行者天国としてイベントに用いる場合もある。（神奈川県平塚市の七夕祭りなど）